# Archidiocèse de Hartford
L′archidiocèse de Hartford (en latin : Archidioecesis Metropolitae Hartfortiensis) est un territoire ecclésiastique de l'Église catholique situé dans le Connecticut aux États-Unis. C'est un siège métropolitain.
Son église-mère est la cathédrale Saint-Joseph de Hartford. Il couvre les comtés de Hartford, Litchfield et New Haven. Christopher J. Coyne (en) en est son archevêque depuis le 1er mai 2024. 

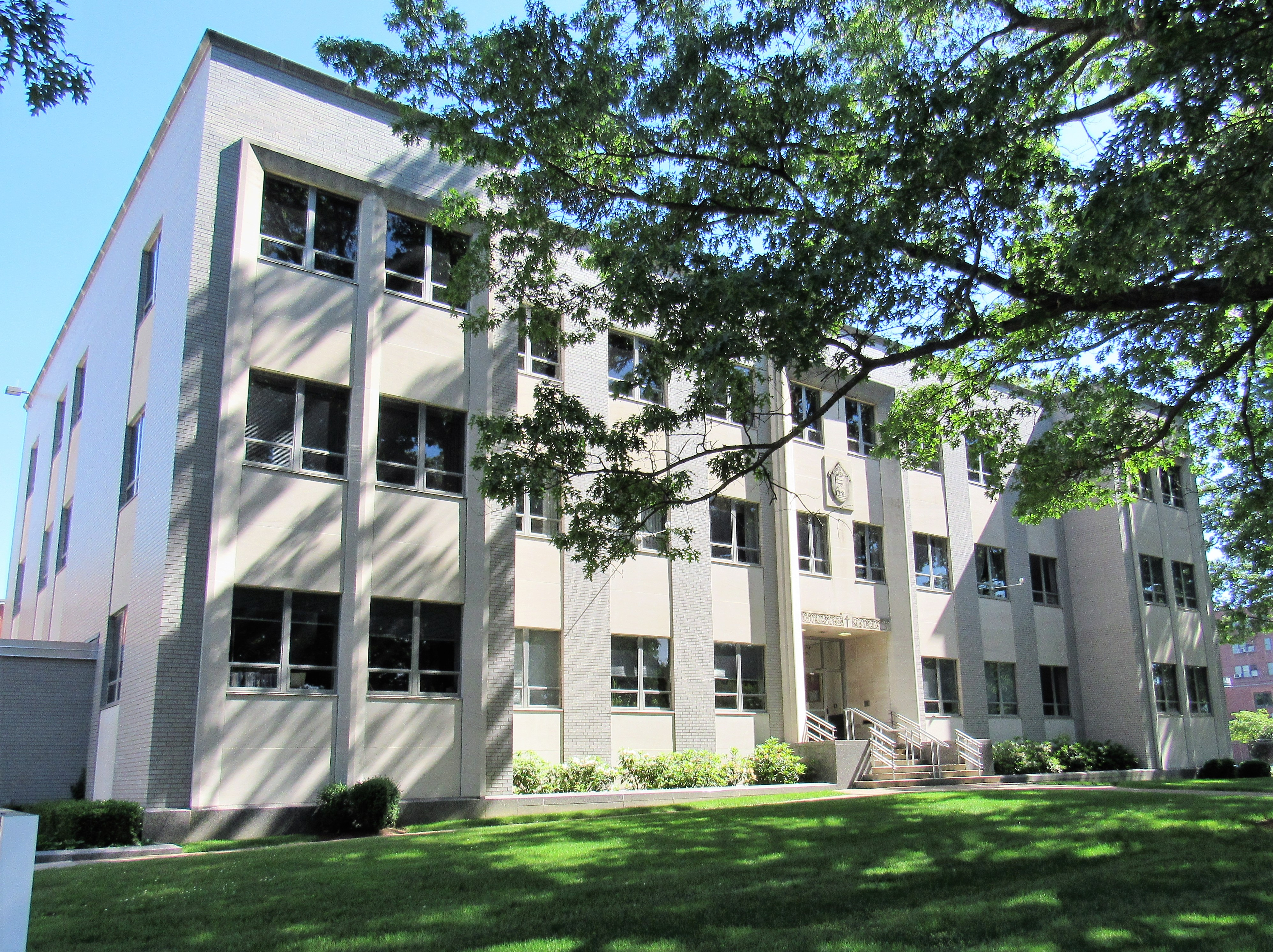
Le centre pastoral de l'archidiocèse à Hartford.

## Histoire
L'archidiocèse a d'abord été créé par détachement de celui de Boston sous le nom de diocèse de Hartford le 28 novembre 1843, alors qu'il n'y avait qu'environ 600 catholiques dans la région. En 1953, la population pratiquante augmentant considérablement, il devint archidiocèse le 6 août. 
Ses diocèses suffragants sont :

Diocèse de Bridgeport

Diocèse de Norwich

Diocèse de Providence

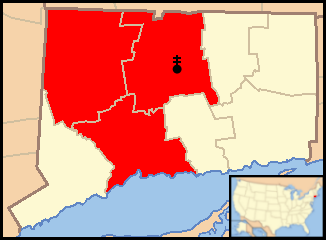
Localisation du diocèse
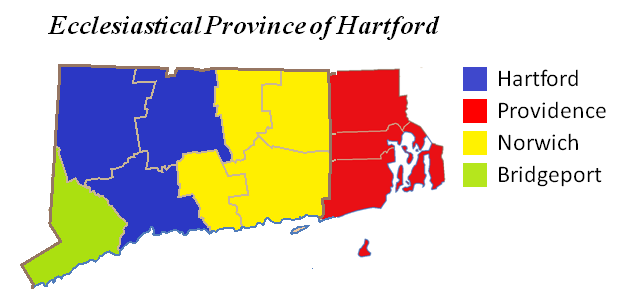
Diocèses suffragants

## Évêques
- 28 novembre 1843-† 18 juin 1849 : William Tyler (William Barber Tyler)
- 9 août 1850-† 23 janvier 1856 : Bernard O’Reilly
- 11 décembre 1857-† 12 octobre 1874 : Francis MacFarland (Francis Patrick MacFarland)
- 12 octobre 1874-17 février 1876 : siège vacant
- 17 février 1876-† 10 octobre 1878 : Thomas Galberry
- 16 mai 1879-† 21 août 1893 : Lawrence McMahon (Lawrence Stephen McMahon)
- 2 décembre 1893-† 5 octobre 1908 : Michaël Tierney
- 5 octobre 1908-14 février 1910 : siège vacant
- 14 février 1910-† 13 avril 1934 : John Nilan (John Joseph Nilan)
- 23 avril 1934-† 15 décembre 1944 : Maurice McAuliffe (Maurice Francis McAuliffe)
- 7 avril 1945-6 août 1953 : Henry O’Brien (Henry Joseph O’Brien)

## Archevêques
- 6 août 1953-20 novembre 1968 : Henry O’Brien (Henry Joseph O’Brien), promu archevêque.
- 28 décembre 1968-† 2 août 1991 : John Whealon (John Francis Whealon)
- 10 décembre 1991-20 octobre 2003 : Daniel Cronin (Daniel Anthony Cronin)
- 20 octobre 2003-29 octobre 2013 : Henry  Mansell (Henry Joseph Mansell)
- 29 octobre 2013-1er mai 2024 : Leonard Blair (Leonard Paul Blair)
- depuis le 1er mai 2024 : Christopher J. Coyne (en) (Christopher James Coyne)

## Source
- (en) Fiche de l'archidiocèse, sur le site Catholic-Hierarchy